# Ryan Ellis
Ryan James Ellis (ur. 3 stycznia 1991 w Hamilton, Ontario, Kanada) – hokeista kanadyjski, gracz ligi NHL, reprezentant Kanady.

## Kariera klubowa
- Windsor Spitfires (2007-2009)
- Nashville Predators (19.10.2009 -
  -  Windsor Spitfires (2009-2011)
  -  Milwaukee Admirals (2011-2013)

## Kariera reprezentacyjna

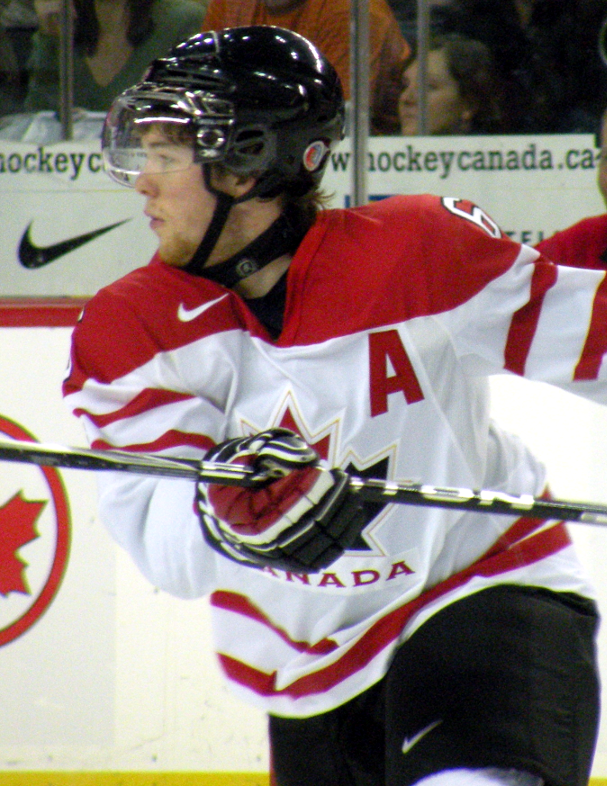
W reprezentacji Kanady 2009

- Reprezentant Kandy na MŚJ U-18 w 2008
- Reprezentant Kanady na MŚJ U-20 w 2009
- Reprezentant Kanady na MŚJ U-20 w 2010
- Reprezentant Kanady na MŚJ U-20 w 2011
- Reprezentant Kanady na MŚ w 2014
- Reprezentant Kanady na MŚ w 2016

## Sukcesy
Reprezentacyjne
- Złotyy medal z reprezentacją Kanady na MŚJ U-18 w 2008
- Złoty medal z reprezentacją Kanady na MŚJ U-20 w 2009
- Srebrny medal z reprezentacją Kanady na MŚJ U-20 w 2010
- Srebrny medal z reprezentacją Kanady na MŚJ U-20 w 2011
- Złoty medal z reprezentacją Kanady na MŚ w 2016

Klubowe
- Clarence S. Campbell Bowl z zespołem Nashville Predators w sezonie 2016-2017